# 明治ザ・チョコレート
明治ザ・チョコレート（めいじザ・チョコレート、meiji THE Chocolate）は、株式会社 明治が2014年9月から販売しているチョコレートブランドの一つ。

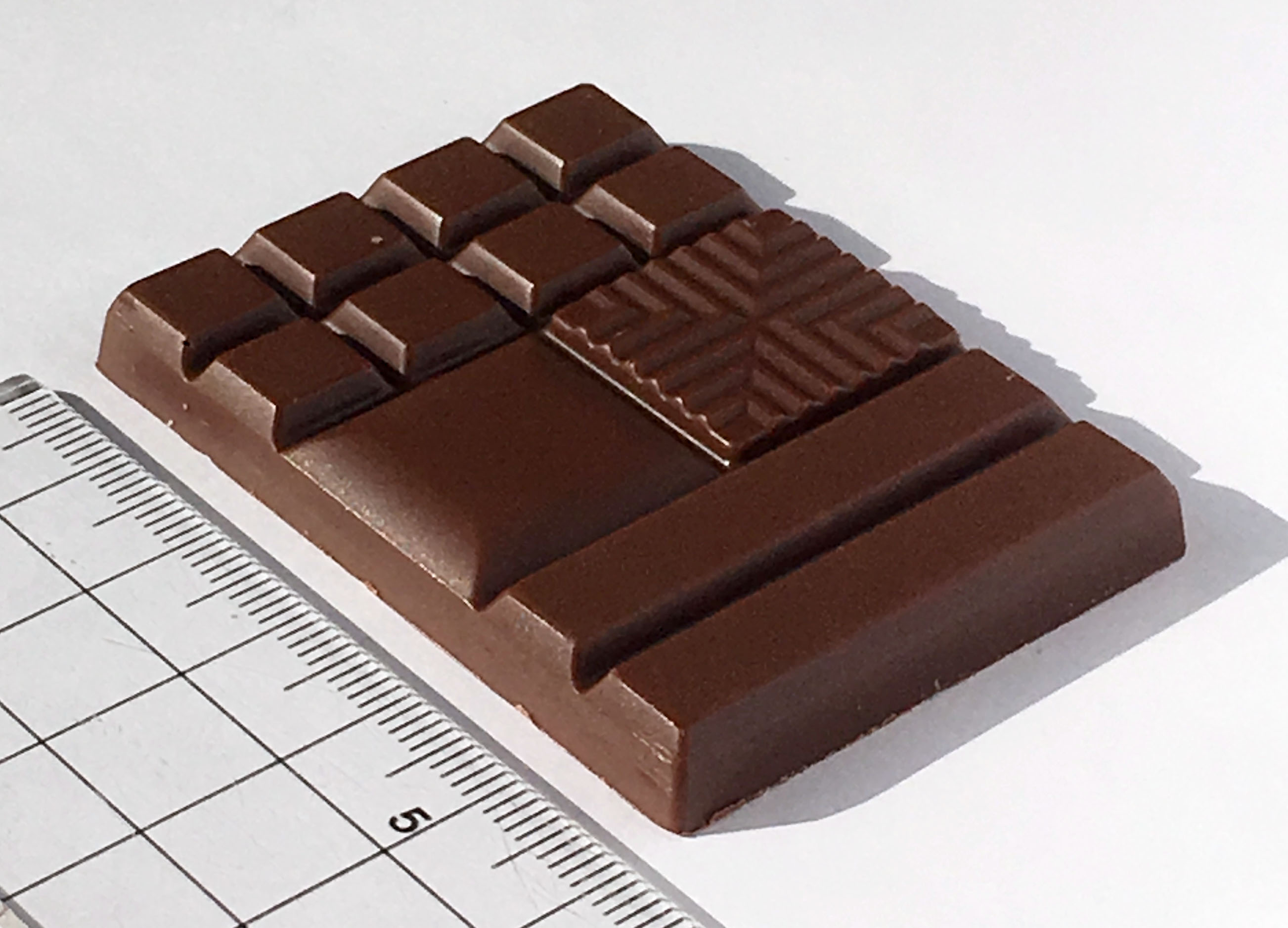

## 歴史
- 2014年
  - 9月24日 - 販売開始。当時のキャッチコピーは「これが、カカオのおいしさです。」であった。当初はスティックタイプ（7本入り）で、「こく苦カカオ」と「香るカカオ」の2種類が発売されていた[1]。

- 2015年
  - 9月29日 - リニューアル。「こく苦カカオ」はリニューアルに伴って「こく深カカオ」に改名[2]。
  - 10月19日 - フランス・パリで開催されるチョコレートの祭典「サロン・デュ・ショコラ パリ」へ初出展することが発表された[3]。
- 2016年
  - 1月12日 - 前述の「サロン・デュ・ショコラ パリ」に既存製品と共に発売前に先行で出展していた「ストロングカカオ」を限定製品として発売[4]。
  - 9月27日 - 全面刷新。包装形態をスティックタイプからスリット・ギザギザ入りの板タイプ（3枚入り）に改められ、種類は「力強い深みコンフォートビター」、「華やかな果実味エレガントビター」、「優しく香るサニーミルク」、「濃密な深みと旨味ベルベットミルク」の4種類となった[5]。
  - 12月13日 - 「魅惑の旨みジャンドゥーヤ」と「鮮烈な香りフランボワーズ」の2種類を追加発売。全6種類となる[6]。
- 2017年
  - 1月10日 - 「力強い深みコンフォートビター」と「濃密な深みと旨味ベルベットミルク」に14枚入りのBOXタイプを追加発売[7]。
  - 4月11日 - 「深遠なる旨み抹茶」を追加発売[8]。
  - 5月30日 - 「軽やかな熟成感ビビッドミルク」を追加発売[9]。
  - 10月3日 - 「可憐に香るブリリアントミルク」を追加発売[10]。併せて、「濃密な深みと旨味ベルベットミルク」はカカオ分を増やす（49% → 51%）リニューアルが行われた。
  - 11月2日 - 日経トレンディ発表の「2017年ヒット商品ベスト30」に第2位で選出される[11][12]。
  - 11月7日 - 一時販売を休止していた「力強い深みコンフォートビター」の販売を再開[13]。
- 2018年
  - 9月25日 - 「凛と香り立つブロッサムビター」追加発売。
- 2020年
  - 9月29日 - リニューアル。それぞれ異なる産地のカカオを使用した「ベネズエラカカオ70」「ブラジルカカオ70」「ペルーカカオ70」「ドミニカ共和国カカオ70」の4種になる。
- 2022年
  - 9月20日 - パッケージデザインの変更。カカオ産地の循環をイメージしたものになった。
- 2023年
  - 11月14日 - リニューアル。「フルーティカカオ・ラテ」「ナッティカカオ」「フローラルカカオ」「フルーティカカオ」の新たな4種類のフレーバーになる。

## ラインナップ
全て公式サイトから引用
2024年9月現在
- フルーティカカオ・ラテ（ドミニカ共和国産）
- ナッティカカオ（ベネズエラ産）
- フローラルカカオ（ペルー産）
- フルーティカカオ（ドミニカ共和国産）

過去のラインナップ
- 2016年まで
  - 魅惑の旨味 ジャンドゥーヤ (カカオ51%)
  - 力強い深み コンフォートビター (カカオ70%)
  - 濃密な深みと旨味 ベルベットミルク (カカオ51%)
  - 華やかな果実味 エレガントビター (カカオ70%)
  - 優しく香る サニーミルク (カカオ54%)
  - 鮮烈な香り フランボワーズ (カカオ47%)
  - 深遠なる旨味 抹茶 (カカオ58%)
  - 軽やかな熟成感 ビビッドミルク (カカオ54%)
  - 可憐に香る ブリリアントミルク (カカオ55%)
  - 凛と香り立つ ブロッサムビター (カカオ70%)
- 2020年まで
  - ベネズエラカカオ70
  - ブラジルカカオ70
  - ペルーカカオ70
  - ドミニカ共和国カカオ70

## パッケージ
パッケージのデザインはシンプルで、中央に大きくカカオの実が描かれている。味によってカカオの実の色、デザインが異なる。
中央のカカオの実以外は余白が大きくあることから、パッケージに模様やカカオの実を生かした絵を描くパッケージアレンジが2017年6月頃からTwitter上で流行した。その他にもカカオの実の柄に着目してアクセサリーに加工したり、箱のサイズに着目して別の容器にしたりと、空き箱の再活用術がインターネット上で見られた。2017年10月3日にリニューアルした公式サイトでは、「パッケージのデザインを生かした愉しみ方」としてこれらを取り上げている。